# (15869) Tullius
(15869) Tullius est un astéroïde de la ceinture principale.

## Description
(15869) Tullius est un astéroïde de la ceinture principale. Il fut découvert par Vincenzo Silvano Casulli le 8 août 1996 à Colleverde di Guidonia. Il présente une orbite caractérisée par un demi-grand axe de 2,63 UA, une excentricité de 0,184 et une inclinaison de 12,14° par rapport à l'écliptique.
Il fut nommé en hommage à Tullus Hostilius, troisième roi de Rome qui régna de 672 à 640 av. J.-C. Le i de Tullius dans le nom de l'astéroïde semble être fautif, probable coquille dans le texte de l'UAI.

## Compléments